# 고하도 이충무공 유적
고하도이충무공유적(高下島李忠武公遺蹟)은 대한민국 전라남도 목포시 달동에 있는, 충무공 이순신 장군이 정유재란 때인 조선 선조 30년(1597) 10월에서 다음해 3월까지 머물면서 군량미 및 군수물자를 모아 전쟁에 대비하던 곳이다. 1974년 9월 24일 전라남도의 기념물 제1호로 지정되었다.

## 개요
충무공 이순신 장군이 정유재란 때인 조선 선조 30년(1597) 10월에서 다음해 3월까지 머물면서 군량미 및 군수물자를 모아 전쟁에 대비하던 곳이다.
장군은 이곳에 돌로 남·서 길이 1km, 높이 2m, 폭 1m의 성을 쌓아 적의 배를 구별하고, 군자금을 모으기 위해 오가는 배들에게 1∼3석의 식량을 내어 놓고 통행첩을 받아가도록 하여 열흘만에 일만 석의 군량미를 비축하였다. 또한 이곳에서 무기와 배를 만들며 전열을 가다듬었다고 한다.

## 참고 자료
- 고하도이충무공유적 - 국가유산청 국가유산포털